# Werner Marti
Werner Marti, né le 20 avril 1957 à Glaris (originaire de Sool), est une personnalité politique suisse du canton de Glaris, membre du Parti socialiste. 
Il est conseiller d'État de 1990 à 1998 et conseiller national de fin 1991 à fin 2008. Il exerce également la fonction de Préposé à la surveillance des prix de 1996 à 2004. 

## Biographie
Werner Marti naît le 20 avril 1957 à Glaris. Il est originaire de Sool, dans le même canton. Son père est agriculteur.
Il suit l'école primaire à Sool et l'école secondaire à Schwanden, puis le gymnase à Glaris. Il fait ensuite des études de droit à l'Université de Zurich, où il décroche une licence.
Avocat de profession, il ouvre son propre cabinet en 1988 après avoir travaillé dans celui d'un autre avocat.
Il exerce la fonction de Surveillant des prix du 1er août 1996 au 31 juillet 2004,. Il est le premier socialiste à ce poste.
Après avoir quitté le Parlement à la fin 2008, il entre au conseil d'administration d'AlpTransit Gotthard en janvier 2009 et en devient le président en juin 2009. Il devient également président du conseil d'administration de Billag en janvier 2009.
Il a le grade de major à l'armée.
Il est marié et père de trois enfants.

## Parcours politique
Il est membre de l'exécutif de la commune de Sool et du parlement du canton de Glaris de 1986 à 1990.
Il est membre du gouvernement glaronnais de 1990 à 1998 (élection le 18 mars 1990 ; réélection le 20 mars 1994), à la tête de la direction de l'économie. À son élection, il est le plus jeune conseiller d'État de Suisse. Critiqué pour son cumul de mandats et devant faire face à une instruction pénale pour, entre autres, faux dans les titres dans ses activités d'avocat et de notaire, accusation dont il est acquitté par le Tribunal cantonal de Glaris le 18 décembre 1996,, il annonce en octobre 1996 qu'il ne se représentera pas à une deuxième réélection à la Landsgemeinde en mars 1998,.
Il est élu au Conseil national en octobre 1991, s'imposant par 55 % des voix contre le candidat soutenu par l'ensemble de la droite, largement majoritaire dans le canton. Il y siège jusqu'à fin 2008 et y est membre de la Commission des finances (CdF) et de la Commission des transports et des télécommunications (CTT).
En 1995, il se déclare candidat à la succession d'Otto Stich au Conseil fédéral, mais il n'est pas retenu sur le ticket de son parti, qui lui préfère Moritz Leuenberger et Otto Piller.
En janvier 2004, il se porte candidat à la succession de Christiane Brunner à la présidence du Parti socialiste suisse. Réuni en mars, le congrès du parti lui préfère cependant nettement Hans-Jürg Fehr, par 531 voix contre 360.
Il est candidat en février 2008 à l'élection complémentaire au Conseil des États, provoquée par la démission du radical Fritz Schiesser (de), mais il est nettement battu par le radical Pankraz Freitag (2 975 voix contre 4 568).

### Positionnement politique
Il est situé au centre de son parti, lui-même se déclarant en 2004 au centre-gauche de celui-ci, et en représente l'aile pragmatique.